# Valérie Kaprisky

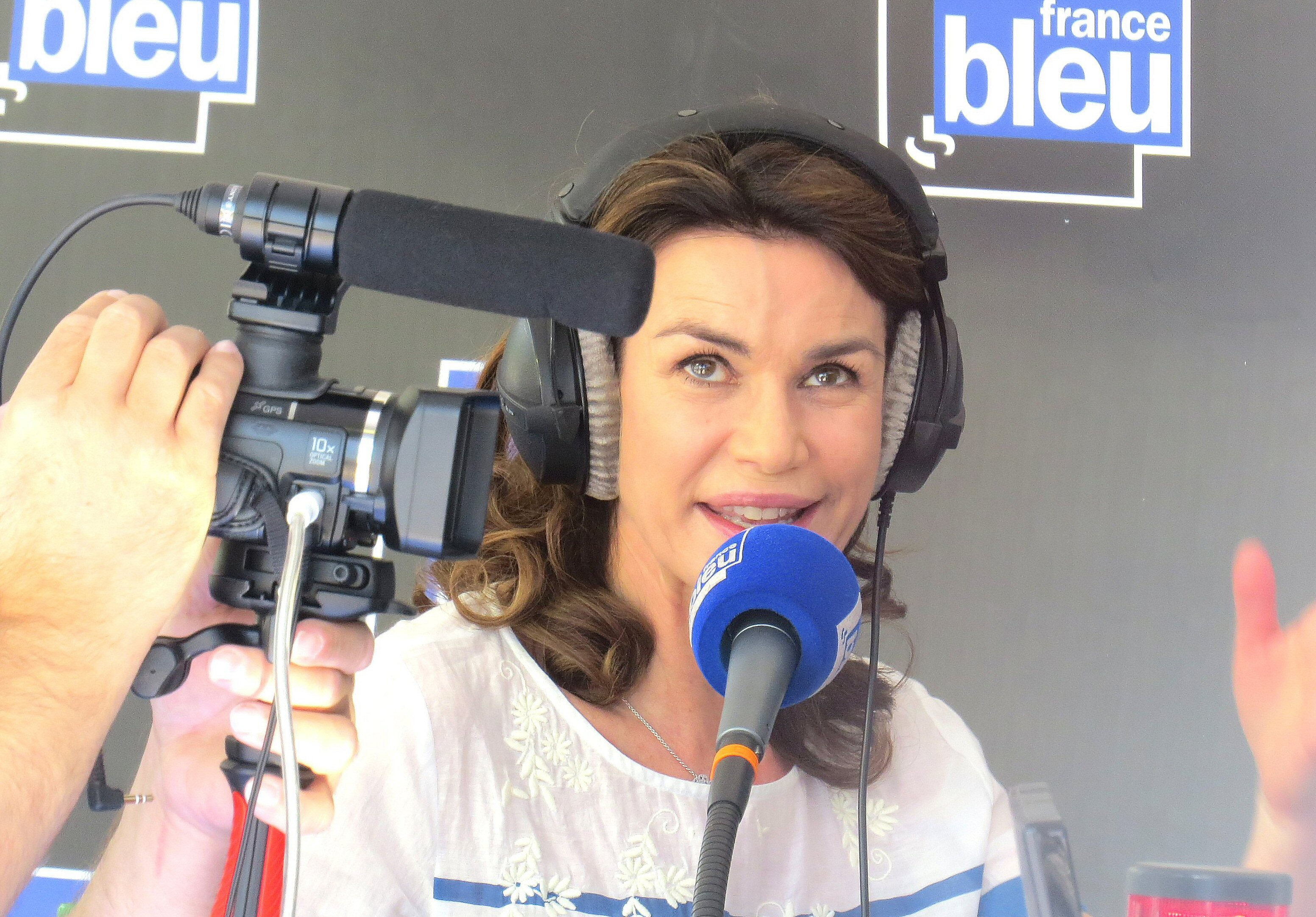
Valérie Kaprisky intervievată la Cannes (2014)

Valérie Kaprisky (n. 19 august 1962, Neuilly-sur-Seine, Région parisienne, Franța)  este o actriță franceză de film și televiziune.

## Biografie
Valérie Kaprisky născută Valérie Chérès la Neuilly-sur-Seine lângă Paris, mama fiind de origine poloneză (Kaprisky, în (poloneză Kasprzycka, este numele de fată al mamei ei). Când avea șapte ani, familia ei s-a mutat la Cannes, unde a descoperit festivalul de film din localitate. Prietenii părinților au introdus-o în a șaptea artă prin Festival. În 1975, vizita lui Romy Schneider la Croisette a convins-o să urmeze o carieră în cinema și a decis să devină actriță. La 17 ani, s-a întors singură la Paris și s-a înscris la cursul Florent în timp ce își termina ultimul an la liceul Victor-Hugo din Le Marais. Cu un bacalaureat în mână, s-a alăturat unei agenții de modele Space Models. După ce a apărut în câteva spoturi publicitare, a fost remarcată de Dominique Besnehard, pe atunci director de casting, și de Jean-Marie Poiré, care a ales-o pentru primul ei rol pe marele ecran din Les hommes préfèrent les grosses (1981).
În 1982, a obținut primul său rol important în Fără suflare (1983), în care a fost partenera lui Richard Gere, film realizat în SUA de Jim McBride, turnat în Los Angeles, remake-ul american al filmului omonim al lui Jean-Luc Godard. În 1984, interpretarea ei ca o actriță aspirantă care are o relație intimă cu regizorul ei din La Femme publique i-a permis să fie nominalizată la César pentru cea mai bună actriță. Filmul a fost un succes și a contribuit în mare măsură la lansarea carierei sale.
Valérie Kaprisky rămâne asociată cu roluri provocatoare: o adolescentă seducătoare și manipulatoare în Anul meduzelor (1984), o gitană înflăcărată care schimbă complet viața unui bărbat în filmul lui Philippe de Broca, o tânără misterioasă cu un trecut dubios în Milena (1991) sau chiar o mamă devorată de o pasiune neașteptată în Mouvements du désir (1994) pentru care a câștigat o nominalizare la Premiul Genie pentru cea mai bună actriță într-un rol principal.
Mai puțin solicitată în cinema, ea continuă totuși să apară pe ecran. A filmat, sub regia lui Alexandre Arcady, Spune da (1995), apoi Un loc printre vii (2003) de Raoul Ruiz, în care a jucat unul dintre rolurile principale.
Nu ezită să încerce diferite genuri, precum filmul polițist Mon petit doigt m'a dit... (2005) în care se alătură lui André Dussollier, partenerul ei din Mon ami le traître (1988) sau drama socială din 2006, Les Irréductibles.

## Filmografie selectivă
- 1981 Les hommes préfèrent les grosses, regia Jean-Marie Poiré : o prietenă a Evei
- 1981 Le jour se lève et les conneries commencent, regia Claude Mulot
- 1982 O înghețată cu două globuri sau îi spun mamei (Une glace avec deux boules ou je le dis à maman), regia Christian Lara : Marie, prietena Vanessei
- 1982 Légitime Violence, regia Serge Leroy : Nadine
- 1983 Fără suflare (Breathless), regia Jim McBride : Monica Poiccard
- 1984 La Femme publique, regia Andrzej Żuławski : Ethel
- 1984 Anul meduzelor (L'Année des méduses), regia Christopher Frank : Chris
- 1986 Țiganca (La Gitane), regia Philippe de Broca : Mona
- 1988 Mon ami le traître, regia José Giovanni : Louise
- 1989 Stradivari, regia Giacomo Battiato : Francesca

- 1991 Milena, regia Véra Belmont : Milena Jesenska
- 1994 Mouvements du désir de Léa Pool : Catherine
- 1995 Spune da (Dis-moi oui), regia Alexandre Arcady : Nathalie

- 2003 Un loc printre vii (Une place parmi les vivants), regia Raoul Ruiz : Maryse
- 2003 L'Eau, le Feu (L'acqua... il fuoco), regia Luciano Emmer : Iris
- 2005 Mon petit doigt m'a dit..., regia Pascal Thomas : Françoise Blayes
- 2006 Les Irréductibles, regia Renaud Bertrand : Laurence
- 2009 Envoyés très spéciaux, regia Frédéric Auburtin : Françoise Poussin
- 2009 Tricheuse de Jean-François Davy : Marion

- 2014 Salaud, on t'aime, regia Claude Lelouch : Francia
- 2021 Le Dernier Mercenaire, regia David Charhon : ministra Sivardière
- 2023 Le Petit blond de la casbah, regia Alexandre Arcady : Josette